# Carl Bellingrodt
Carl Bellingrodt (* 7. April 1897 in Köln; † 24. September 1971 in Wuppertal) war einer der bekanntesten deutschen Eisenbahnfotografen des 20. Jahrhunderts und Mitbegründer des Bundesverbands Deutscher Eisenbahn-Freunde (BDEF).

## Leben und Wirken als Fotograf
Bellingrodt wuchs in Köln auf und machte dort ab 1911 eine Verwaltungslehre. Danach war er im polizeilichen Verwaltungsdienst in Rotenburg (Wümme) und Hitzacker tätig. Ab Ende 1922 arbeitete er in der Finanzverwaltung in Elberfeld (Wuppertal).
Bellingrodt begann schon vor dem Ersten Weltkrieg mit der Fotografie. Seine erste erhaltene Aufnahme machte er vom deutschen Kaiser Wilhelm II. Sehr bald spezialisierte er sich auf die Landschaftsfotografie und vor allem auf die Eisenbahnfotografie. Im Laufe seiner Tätigkeit machte er mehr als 30.000 Aufnahmen von Lokomotiven und Zügen. Allerdings erlitt seine Sammlung durch einen Brand und einen Wasserrohrbruch zweimal erhebliche Verluste.
Bekannt sind nicht nur die von Bellingrodt systematisch erstellten Typenaufnahmen einzelner Lokomotiven und Lokomotiv-Baureihen in bestimmten, festgelegten Perspektiven. Bei Eisenbahnfreunden besonders beliebt und von Bellingrodt bevorzugt worden sind vor allem die Aufnahmen von Zügen in markanten Landschaften, Bahnhöfen oder im Bahnhofsvorfeld. Die meisten seiner Aufnahmen sind als Schwarzweißfotografie entstanden, seltener sind Farbaufnahmen. Seine Fotografierweise, bei der der Zug diagonal das Bild prägte, war vielfach stilbildend für andere Eisenbahnfotografen. Bellingrodt verkaufte bereits vor dem Zweiten Weltkrieg Aufnahmen an Verlage. Diese dienten oft als Vorlage für Postkarten. Bellingrodt arbeitete auch lichtbildnerisch für die Deutsche Reichsbahn, so trugen seine Typenfotos wesentlich zum Aufbau des Deutschen Lokomotivbild-Archivs bei.
Nach Bellingrodts Tod wurde sein Archiv noch einige Jahre von seiner Witwe weitergeführt, bis sie es 1981 an den Eisenbahn-Kurier Verlag verkaufte. Heute befindet sich der größte Teil des fotografischen Werks, darunter eine nahezu komplette Bildersammlung, in Privatbesitz.

## Bedeutung heute
Bildbände und andere Publikationen mit seinen Fotografien werden heute noch vielfach verkauft und immer wieder neu aufgelegt. Der von ihm mitbegründete BDEF ist heute der größte deutsche Verband von Eisenbahn-Enthusiasten mit über 12.000 Mitgliedern.